# Jullan Kindahl
Julia "Jullan" Carolina Kindahl, född Carlsson 12 april 1885 i Lovö socken, Uppland, död 18 april 1979 i Malmö, var en svensk skådespelare och sångare.

## Biografi
Kindahl började, under namnet Julia Carlsson, som balettflicka på Kristallsalongen på Djurgården 1904 och scendebuterade som skådespelare 1906 som Bronislawa i Tiggarstudenten vid Axel Lindblads lyriska sällskap som hon tillhörde 1906–1907. Hon spelade därefter i sex år i operetter och revyer hos Anton Salmson, John Liander samt hos Axel Engdahl vid Folkteatern i Göteborg, var 1912–1917 knuten till Allan Rydings sällskap, dit hon återvände efter ett år hos Olof Hillberg, och övergick 1920 till Ernst Rolf. Efter två år där engagerades hon 1922 av Oscar Winge vid Hippodromen i Malmö. Hon var mångsidig och blev där en av de ledande skådespelarna i talpjäser, revyer och operetter. Hon stannade i Malmö förutom en period på Stora Teatern i Göteborg 1941–1943, varefter hon återvände till Malmö och den nya Malmö Stadsteater. Där blev hon kvar till 1966 med ett gästspel 1968.
Hon filmdebuterade 1923 i Bror Abellis film Janne Modig. I Malmö fick hon kontakt med Edvard Persson och var med i hans första filmer och sjöng även på grammofoninspelningar med honom. Hon medverkade under åren 1926–1960 i 28 filmer, bland annat Ingmar Bergmans Sommarnattens leende och Smultronstället och i några tidiga TV-teaterföreställningar.
Jullan Kindahls skådespelargärning har uppmärksammats på Davidshallsbron i Malmö, där hennes skor finns avgjutna i brons i minnesmärket Way to Go över olika personer som lämnat avtryck i Malmös artistvärld.
Jullan Kindahl är gravsatt i minneslunden på S:t Pauli mellersta kyrkogård i Malmö. Hon var gift med skådespelaren Arvid Kindahl från 1913 till hans död 1927.

## Filmografi
- 1923 – Janne Modig
- 1925 – Miljonär för en dag
- 1927 – På kryss med Blixten
- 1927 – Vad kvinnan vill
- 1928 – Hattmakarens bal
- 1928 – Janssons frestelse
- 1933 – Inled mig i frestelse
- 1934 – Anderssonskans Kalle
- 1938 – Svensson ordnar allt!
- 1942 – Det är min musik
- 1942 – Stinsen på Lyckås
- 1943 – En vår i vapen
- 1943 – Elvira Madigan
- 1943 – Herre med portfölj
- 1943 – Aktören
- 1943 – I dag gifter sig min man
- 1943 – Anna Lans
- 1944 – Snöstormen
- 1944 – Jag är eld och luft
- 1944 – Klockan på Rönneberga
- 1945 – Blåjackor
- 1945 – Den glade skräddaren
- 1945 – Resan bort
- 1947 – Jag älskar dig, Karlsson!
- 1955 – Sommarnattens leende
- 1955 – Ljuset från Lund
- 1956 – Sista paret ut
- 1957 – Smultronstället
- 1960 – Bröllopsdagen
- 1970 – Frida och hennes vän (TV-serie)

## TV-teater
- 1959 - Romeo och Julia i Östberlin
- 1957 - Herr Sleeman kommer
- 1962 - Valborgsafton i Fagervik
- 1962 - Arvtagerskan

## Teater

### Roller (ej komplett)
| År   | Roll                    | Produktion                                                                           | Regi                 | Teater            |
| ---- | ----------------------- | ------------------------------------------------------------------------------------ | -------------------- | ----------------- |
| 1940 |                         | Cirkusprinsessan Julius Brammer, Alfred Grünwald och Emmerich Kálmán                 | Håkan von Eichwald   | Vasateatern       |
| 1940 | Fröken Mårtensson       | Puzzlespel Kaj Munk                                                                  | Oscar Winge          | Vasateatern       |
| 1942 | Magda Svenson           | Natten till den 17 januari (Night of January 16th) Ayn Rand                          | Per-Axel Branner     | Nya Teatern       |
| 1943 | Mrs. Garnet             | Sex i elden (Out of the Frying Pan) Francis Swann                                    | Per-Axel Branner     | Nya Teatern       |
| 1944 |                         | Mans kvinna Vilhelm Moberg                                                           | Knut Hergel          | Malmö stadsteater |
| 1944 |                         | Vår unge Jean de Létraz                                                              | Anders Frithiof      | Malmö stadsteater |
| 1944 |                         | Tre små flickor Walter Kollo                                                         | Oscar Winge          | Malmö stadsteater |
| 1945 | Grevinnan Stasa Kokozow | Greven av Luxemburg Franz Lehár, Leo Stein, Alfred Maria Willner och Robert Bodanzky | Oscar Winge          | Malmö stadsteater |
| 1945 | Roxanes duenna          | Cyrano de Bergerac Edmond Rostand                                                    | Sandro Malmquist     | Malmö stadsteater |
| 1945 |                         | Vi äro ga-skåningar alla/Lysistrate Aristofanes och Karl Gerhard                     | Sandro Malmquist     | Malmö stadsteater |
| 1945 |                         | Pygmalion George Bernard Shaw                                                        | Knut Hergel          | Malmö stadsteater |
| 1945 |                         | Markurells i Wadköping Hjalmar Bergman                                               | Sandro Malmquist     | Malmö stadsteater |
| 1945 |                         | Vår ofödde son Vilhelm Moberg                                                        | Arne Lydén           | Malmö stadsteater |
| 1945 | Margret                 | Pelikanen August Strindberg                                                          | Ingmar Bergman       | Malmö stadsteater |
| 1946 |                         | En månad på landet Ivan Turgenjev                                                    | Sam Besekow          | Malmö stadsteater |
| 1946 |                         | Blodsbröllop Federico Garcia Lorca                                                   | Sam Besekow          | Malmö stadsteater |
| 1946 | Petra                   | Rakel och biografvaktmästaren Ingmar Bergman                                         | Ingmar Bergman       | Malmö stadsteater |
| 1946 |                         | Arsenik och gamla spetsar Joseph Kesselring                                          | Arne Lydén           | Malmö stadsteater |
| 1947 |                         | Ett drömspel August Strindberg                                                       | Olof Molander        | Malmö stadsteater |
| 1947 |                         | Cirkus Sanger Margaret Kennedy och Basil Dean                                        | Sandro Malmquist     | Malmö stadsteater |
| 1947 |                         | Tjuvarnas bal Jean Anouilh                                                           | Bengt Ekerot         | Malmö stadsteater |
| 1948 |                         | Antigone Jean Anouilh                                                                | Stig Torsslow        | Malmö stadsteater |
| 1948 |                         | Vår lilla stad Thornton Wilder                                                       | Gösta Folke          | Malmö stadsteater |
| 1948 |                         | Streber Stig Dagerman                                                                | Bengt Ekerot         | Malmö stadsteater |
| 1949 |                         | I pingstens brus Sigvard Mårtensson                                                  | Georg Årlin          | Malmö stadsteater |
| 1949 |                         | Doktor Knock eller Läkarkonstens triumf Jules Romains                                | Georg Årlin          | Malmö stadsteater |
| 1949 |                         | Hans nåds testamente Hjalmar Bergman                                                 | Stig Torsslow        | Malmö stadsteater |
| 1949 |                         | Marius Marcel Pagnol                                                                 | Bengt Ekerot         | Malmö stadsteater |
| 1950 |                         | Fabian öppnar portarna Walentin Chorell                                              | Gösta Folke          | Malmö stadsteater |
| 1950 |                         | En handelsresandes död Arthur Miller                                                 | Bengt Ekerot         | Malmö stadsteater |
| 1950 |                         | Lunchrasten Herbert Grevenius                                                        | Gösta Folke          | Malmö stadsteater |
| 1950 |                         | Huckleberry Finns äventyr Gösta Terserus efter Mark Twains roman                     | Nils Leijon          | Malmö stadsteater |
| 1950 |                         | Clérambard Marcel Aymé                                                               | Gösta Folke          | Malmö stadsteater |
| 1950 |                         | Arvtagerskan Ruth och Augustus Goetz efter Henry James’ roman                        | Georg Årlin          | Malmö stadsteater |
| 1951 |                         | Till Damaskus, första delen August Strindberg                                        | Gösta Folke          | Malmö stadsteater |
| 1951 |                         | "Patrasket" Hjalmar Bergman                                                          | Mats Johansson       | Malmö stadsteater |
| 1951 |                         | Rosen Tennessee Williams                                                             | Lars-Levi Laestadius | Malmö stadsteater |
| 1952 |                         | Hederligt folk Paul Vincent Carroll                                                  | Mats Johansson       | Malmö stadsteater |
| 1952 |                         | Mordet i Barjärna Ingmar Bergman                                                     | Ingmar Bergman       | Malmö stadsteater |
| 1952 |                         | Kärlekens narrar Leck Fischer                                                        | Gunnar Ekström       | Malmö stadsteater |
| 1952 |                         | Swedenhielms Hjalmar Bergman                                                         | Mats Johansson       | Malmö stadsteater |
| 1952 | Modren                  | Kronbruden August Strindberg                                                         | Ingmar Bergman       | Malmö stadsteater |
| 1953 |                         | Bernardas hus Federico García Lorca                                                  | Karin Kavli          | Malmö stadsteater |
| 1953 |                         | Av hjärtans lust Karl Ragnar Gierow                                                  | Gunnar Ekström       | Malmö stadsteater |
| 1953 |                         | Jeppe på Berget Ludvig Holberg                                                       | Ebbe Linde           | Malmö stadsteater |
| 1953 |                         | Flickan och gudarna Bertolt Brecht och Paul Dessau                                   | Hans Dahlin          | Malmö stadsteater |
| 1953 | Värdshusvärdinnan       | Slottet Max Brod efter en roman av Franz Kafka                                       | Ingmar Bergman       | Malmö stadsteater |
| 1954 |                         | Smältdegeln Arthur Miller                                                            | Mats Johansson       | Malmö stadsteater |
| 1954 |                         | Intermezzo Jean Giraudoux                                                            | Lars-Levi Laestadius | Malmö stadsteater |
| 1954 |                         | Dårskapens timme Anna Bonacci                                                        | Yngve Nordwall       | Malmö stadsteater |
| 1954 |                         | Juno och påfågeln Sean O'Casey                                                       | Mats Johansson       | Malmö stadsteater |
| 1955 | Higa Jiga               | Tehuset Augustimånen John Patrick                                                    | Ingmar Bergman       | Malmö stadsteater |
| 1955 |                         | Trasiga änglar eller Änglaköket Albert Husson                                        | Yngve Nordwall       | Malmö stadsteater |
| 1955 |                         | Drömflickan Elmer Rice                                                               | Mats Johansson       | Malmö stadsteater |
| 1955 |                         | Revisorn Nikolaj Gogol                                                               | Lars-Levi Laestadius | Malmö stadsteater |
| 1956 |                         | Kameliadamen Alexandre Dumas d.y.                                                    | Lars-Levi Laestadius | Malmö stadsteater |
| 1956 |                         | Fruar på vift Georges Feydeau                                                        | Yngve Nordwall       | Malmö stadsteater |
| 1956 |                         | Gigi Vicki Baum efter en novell av Colette                                           | Lars-Levi Laestadius | Malmö stadsteater |
| 1956 |                         | Snaran Werner Aspenström                                                             | Yngve Nordwall       | Malmö stadsteater |
| 1956 |                         | Trojanska kriget blir inte av Jean Giraudoux                                         | Lars-Levi Laestadius | Malmö stadsteater |
| 1956 | Jöran Perssons mor      | Erik XIV August Strindberg                                                           | Ingmar Bergman       | Malmö stadsteater |
| 1957 | Karin                   | Peer Gynt Henrik Ibsen                                                               | Ingmar Bergman       | Malmö stadsteater |
| 1957 |                         | Underbara människor William Saroyan                                                  | Yngve Nordwall       | Malmö stadsteater |
| 1957 |                         | Fröken Rosita eller Blommornas språk Federico Garcia Lorca                           | Frank Sundström      | Malmö stadsteater |
| 1958 |                         | Månfåglarna Marcel Aymé                                                              | Yngve Nordwall       | Malmö stadsteater |
| 1958 |                         | Lyckodagen Cesare Meano                                                              | Lars-Levi Laestadius | Malmö stadsteater |
| 1959 |                         | Isak Juntti hade många söner Björn-Erik Höijer                                       | Yngve Nordwall       | Malmö stadsteater |
| 1959 |                         | En vintersaga William Shakespeare                                                    | Sandro Malmquist     | Malmö stadsteater |
| 1960 |                         | Toreadorvalsen Jean Anouilh                                                          | Sam Besekow          | Malmö stadsteater |
| 1960 |                         | Rävlyan Lillian Hellman                                                              | Jan Hemmel           | Malmö stadsteater |
| 1961 |                         | Processen mot Jesus Diego Fabbri                                                     | Börje Mellvig        | Malmö stadsteater |
| 1961 |                         | Världsomseglaren Georges Schehadé                                                    | Yngve Nordwall       | Malmö stadsteater |
| 1962 |                         | Primadonna Marc-Gilbert Sauvajon efter W. Somerset Maughams roman Teater             | Gösta Folke          | Malmö stadsteater |
| 1962 | Emma                    | Farmor och vår Herre Hjalmar Bergman                                                 | Yngve Nordwall       | Malmö stadsteater |
| 1962 |                         | Fysikerna Friedrich Dürrenmatt                                                       | Lennart Olsson       | Malmö stadsteater |
| 1962 |                         | Tåget kan backa Frank D. Gilroy                                                      | Josef Halfen         | Malmö stadsteater |
| 1963 |                         | Dödsdansen August Strindberg                                                         | Hans Abramson        | Malmö stadsteater |
| 1964 |                         | Sjöhästen Aldo Nicolaj                                                               | Hans Abramson        | Malmö stadsteater |
| 1964 |                         | God aptit, Madame! Marcel Mithois                                                    | Gösta Folke          | Malmö stadsteater |
| 1964 |                         | Bernardas Hus Federico Garcia Lorca                                                  | Eva Sköld            | Malmö stadsteater |
| 1965 |                         | Kvartetten som sprängdes Birger Sjöberg                                              | Josef Halfen         | Malmö stadsteater |
| 1965 |                         | Salig Tarelkin Aleksandr Suchovo-Kobylin                                             | Andris Blekte        | Malmö stadsteater |
| 1965 |                         | Karmelitersystrarna Georges Bernanos                                                 | Andris Blekte        | Malmö stadsteater |
| 1966 |                         | Alla har rätt Luigi Pirandello                                                       | Sandor Györbiro      | Malmö stadsteater |
| 1968 |                         | Tre systrar Anton Tjechov                                                            | Josef Halfen         | Malmö stadsteater |